# 8 cm kanon vz. 28
Lo 8 cm kanon vzor 28 era un cannone campale cecoslovacco, prodotto dalla Škoda e impiegato durante la seconda guerra mondiale.

## Storia
Le origini del cannone risalgono al 1928. Il progetto della Škoda tentava di combinare i ruoli campali, da montagna e antiaereo in un'unica arma. Il vz. 28 combinava affusto a due ruote, otturatore a cuneo orizzontale, freno di sparo idropneumatico, freno di bocca, alto angolo di elevazione e una piattaforma di tiro per il brandeggio su 360°. Per l'impiego in montagna il pezzo poteva essere scomposto in tre carichi, caratteristica comune con il contemporaneo obice 10 cm houfnice vz. 28 e i successivi cannoni 8 cm kanon vz. 30 e 10 cm houfnice vz. 30.
Il pezzo si dimostrò abbastanza efficace come cannone campale e da montagna, ma risultò fallimentare come cannone antiaereo. L'Esercito cecoslovacco impiegò un limitato numero di pezzi, ma ordinò in grandi quantità il suo successore, il 8 cm kanon vz. 30. Quest'ultimo era privo della piattaforma di tiro, ma era pressoché identico per configurazione, dimensioni e prestazioni.
Il Reale Esercito Jugoslavo ordinò il vz. 28, designato 80 mm M.28. Quello rumeno ordinò la versione in calibro 75 mm, designata 75 mm Skoda Model 1928. I cannoni catturati dalla Wehrmacht e reimmessi in servizio furono designati 7.65 cm FK 304(j)..